# Xã Lancaster, Quận Jefferson, Indiana
Xã Lancaster (tiếng Anh: Lancaster Township) là một xã thuộc quận Jefferson, tiểu bang Indiana, Hoa Kỳ. Năm 2010, dân số của xã này là 1.511 người.